# خوش گیزو
خوش گیزو، روستایی در دهستان جاسک بخش مرکزی شهرستان جاسک در استان هرمزگان ایران است.

## جمعیت
بر پایه سرشماری عمومی نفوس و مسکن در سال ۱۳۹۵، جمعیت این روستا برابر با ۵۴ نفر (۱۶ خانوار) بوده‌است.